# درآمدی بر روش‌ها و فنون میدانی جغرافیا
درآمدی بر روش‌ها و فنون میدانی جغرافیا کتابی از جان اف. لونسبری و فرانک تی. آلدریچ با ترجمهٔ بهلول علیجانی است که در سال ۱۳۷۱ منتشر و در مراسم کتاب سال جمهوری اسلامی ایران به‌عنوان کتاب شایسته تقدیر معرفی شد.